# Хоморичу
Хоморичу (рум. Homorâciu) — село у повіті Прахова в Румунії. Входить до складу комуни Ізвоареле.
Село розташоване на відстані 92 км на північ від Бухареста, 36 км на північ від Плоєшті, 53 км на південний схід від Брашова.

## Населення
За даними перепису населення 2002 року у селі проживали 1996 осіб, з них 1995 осіб (99,9%) румунів. Рідною мовою 1995 осіб (99,9%) назвали румунську.